# Интерактивное искусство
Интерактивное искусство — форма современного искусства, которая вовлекает зрителя таким образом, чтобы он стал частью создаваемого объекта или принял участие в его создании. Зритель перестаёт быть пассивным элементом, и получает возможность доработать концепцию, добавить средства художественной выразительности или же придать им дополнительное звучание. Некоторые интерактивные художественные инсталляции достигают этого, позволяя наблюдателю или посетителю окунуться внутрь художественного объекта, другие же просят художника или зрителей стать частью произведения искусства.
Произведения интерактивного искусства часто задействуют компьютерные технологии, имеют интерфейсы и иногда датчики, чтобы реагировать на движение, нагрев, метеорологические изменения или другие типы входных данных, на которые создатели запрограммировали их реагировать. Большинство примеров виртуального интернет-искусства и электронного искусства очень интерактивны. Иногда посетители могут перемещаться по гипертекстовой среде, некоторые работы принимают текстовый или визуальный ввод извне, иногда аудитория может влиять на ход перфоманса или даже участвовать в нем.
Хотя некоторые из самых ранних примеров интерактивного искусства относятся к 1920-м годам, большая часть цифрового искусства официально не вошла в мир искусства до конца 1990-х годов. После этого дебюта большое количество музеев и площадок все чаще внедряют цифровое и интерактивное искусство в свои коллекции. Этот новый, ещё окончательно не сформировавшийся, жанр искусства продолжает расти и развиваться довольно быстро через социальную субкультуру в Интернете, а также через крупные городские инсталляции.

## Интерактивность в искусстве
Интерактивное искусство — это жанр искусства, в котором зрители каким-то образом участвуют в процессе создания предмета искусства, предоставляя информацию для достижения того или иного результата. В отличие от традиционных художественных форм, в которых взаимодействие зрителя является интеллектуальным событием, интерактивность допускает различные типы навигации, сборки и вклада в произведение искусства, которое выходит далеко за рамки чисто психологической деятельности. Интерактивность как среда создаёт смысл произведения.
Интерактивные художественные инсталляции, как правило, основаны на компьютерных технологиях и часто основаны на датчиках, которые измеряют такие вещи, как температуру, движение, близость и другие физические явления, изначально запрограммированных так, чтобы вызывать реакции на основе действий участника. В интерактивных художественных работах и аудитория, и машина работают вместе в диалоге, чтобы создать абсолютно уникальные художественные работы для каждой отдельной аудитории. Однако не все наблюдатели представляют одну и ту же картину. Поскольку это интерактивное искусство, каждый наблюдатель делает свою собственную интерпретацию художественного произведения, и она может полностью отличаться от взглядов другого наблюдателя, видящего то же самое.
Интерактивное искусство отличается от процедурального искусства тем, что оно представляет собой диалог между художественным произведением и участником. В частности, участник имеет свободу действий или способность, даже непреднамеренным образом, воздействовать на произведение искусства, и, вместе с тем, это ему предлагается сделать в контексте произведения, то есть именно усилие зрителя обеспечивает взаимодействие. Чаще всего произведение искусства учитывает вклад зрителя. Во все большем числе случаев установку можно определить как адаптивную среду, специально созданную архитекторами и дизайнерами. В отличие от этого, процедуральное искусство, которое может быть интерактивным, но само по себе не отзывчивым, имеет тенденцию быть монологом — произведение искусства может изменяться или развиваться в присутствии зрителя, но зрителю может быть предложено не участвовать в реакции, просто оставаться зрителем происходящего.

## История
По словам медиа-художника и теоретика Мориса Бенаюна, первым произведением интерактивного искусства должна быть работа, сделанная Паррэзием во время его художественного поединка с Зевкисом в V веке до нашей эры. В назначенный день художники принесли на площадь картины, закрытые покрывалом. Паразий снял покрывало, и летающие над ним птицы начали клевать гроздь винограда, написанную творцом — до того она была реалистична. Когда же второго художника попросили снять покрывало с картины, он сказал, что сделать этого не может, потому что покрывало нарисовано. Зевсис своим жестом стал частью творчества Парразия. Это показывает, что специфика интерактивного искусства зачастую заключается не столько в использовании компьютеров, сколько в качестве предлагаемых «ситуаций» и вовлечённости «других» в процесс осмысления. Тем не менее компьютеры и вычисления в реальном времени упростили задачу и открыли область виртуальности — потенциальное появление неожиданного (хотя, возможно, заранее написанного) будущего — для современного искусства.
Некоторые из самых ранних примеров интерактивного искусства были созданы ещё в 1920-х годах. В качестве примера можно привести работу Марселя Дюшана «Роторные стеклянные пластины». Для создания рисунка требовалось, чтобы зритель включил машину и встал на расстоянии одного метра, чтобы увидеть оптический обман.
Существующая ныне идея интерактивного искусства стала больше проявляться в 1960-х годах по отчасти политическим причинам. В то время многие художники сочли неуместным нести в своих работах единственную творческую силу. Те художники, которые придерживались этой точки зрения, хотели дать зрителям свою часть участия в творческом процессе. Ранний пример можно найти в начале 1960-х годов в «картинах перемен» Роя Эскотта, о которых Фрэнк Поппер написал: «Аскотт был одним из первых художников, обратившихся с призывом к полному участию зрителей». Помимо «политической» точки зрения, существовало также мнение, что взаимодействие со зрителем должны играть позитивную роль в творческом процессе.
В 1970-х художники начали использовать новые технологии, такие как видео, чтобы экспериментировать с живыми выступлениями и взаимодействием посредством прямой трансляции видео и аудио.
Интерактивное искусство стало активно развиваться под большим влиянием интерактивности на основе компьютеров в 1990-х годах. Именно в это время по сути зародилась новая форма искусства. Теперь зрители и машины могли легче взаимодействовать друг с другом, чтобы создавать уникальные произведения искусства. В конце 1990-х музеи и галереи начали все больше включать художественную форму в свои выставки, некоторые даже посвящали ей целые выставки. Это тенденция прослеживается и сегодня при непосредственном взаимодействии с цифровыми медиа.
В последние 10-15 лет была создана гибридная новая дисциплина, опирающаяся на совместные интересы конкретных художников и архитекторов. Дисциплинарные границы размылись, и значительное число архитекторов и интерактивных дизайнеров привлекли художников-электронщиков к созданию новых, специально разработанных интерфейсов и усовершенствований в методах получения пользовательского ввода.

## Формы
Существует много разных форм интерактивного искусства. Формы варьируются от интерактивного танца, музыки и даже драмы. Новые технологии, в первую очередь компьютерные системы и компьютерные технологии, позволили создать новый класс интерактивного искусства. Примерами такого интерактивного искусства являются искусство инсталляции, интерактивная архитектура, интерактивные фильмы и интерактивные повествования.

## События и места
Есть ряд всемирно значимых фестивалей и выставок интерактивного и медийного искусства. Prix Ars Electronica — это крупный ежегодный конкурс и выставка, где вручаются награды лучшим образцам интерактивного искусства, основанного на технологиях. Также можно отметить следующие организации и фестивали занимающиеся продвижением интерактивного искусства: Специальная группа по графическим и интерактивным методам (SIGGRAPH), Голландский фестиваль электронных искусств DEAF, Transmediale Germany, FILE — Международный фестиваль электронных языков в Бразилии и AV Festival England.
Центр перспективных исследований в области интерактивных искусств (CAiiA), созданный Роем Эскоттом в 1994 году в Университете Уэльса, был первым докторантурным и постдокументальным исследовательским центром, созданным специально для исследований в области интерактивного искусства.
Интерактивная архитектура стала частью фасадов многих зданий по всему миру, её можно увидеть в музеях и крупных общественных местах, включая аэропорты, в ряде городов мира. Ряд ведущих музеев, например, Лондонская национальная галерея, Современная галерея Тейт, Музей Виктории и Альберта, Музей науки (Лондон), были первопроходцами в области интерактивных технологий, вкладывая средства в образовательные ресурсы.

## Инструменты
- Wiring, первая платформа для создания прототипов электроники с открытым исходным кодом, состоящая из языка программирования, интегрированной среды разработки (IDE) и одноплатного микроконтроллера. Он был разработан в 2003 году Эрнандо Барраганом и популяризировался под именем Arduino
- Инструментарий для физических вычислений / электроники Arduino для интерактивных объектов и инсталляций
- Датчики, приводы и интерфейсы I-CubeX для интерактивных сред
- Маx/MSP — язык программирования для интерактивных медиа
- Processing — язык программирования используется для многих интерактивных арт-проектов
- OpenFrameworks — инструмент с открытым исходным кодом, похожий на Processing, используемый для многих интерактивных проектов
- Pure Data — язык программирования с открытым исходным кодом для интерактивной компьютерной музыки и мультимедиа